# Spirit de Saginaw
Le Spirit de Saginaw est une franchise de hockey sur glace domiciliée aux États-Unis, à Saginaw dans l'État du Michigan et évoluant dans la ligue junior de la Ligue de hockey de l'Ontario.

## Historique
Avant 2002, cette équipe était basée à North Bay et se nommait les Centennials de North Bay.